# Єкпінді (Єнбекшиказахський район)
Єкпінді́ (каз. Екпінді) — село у складі Єнбекшиказахського району Алматинської області Казахстану. Входить до складу Кирбалтабайського сільського округу.
Населення — 522 особи (2021; 572 у 2009, 546 у 1999, 489 у 1989).